# HMCS Spitfire
HMCS „Spitfire” – 65-tonowy kecz wodowany w 1855, zamówiony przez rząd kolonii Nowa Południowa Walia. „Spitfire” jest czasami określany jako „pierwszy okręt zbudowany w Australii”. Po wycofaniu ze służby wojskowej, służył jako pilotówka i statek rybacki. Zatonął w czasie sztormu w 1899 w pobliżu Piper Island.

## Historia
Żaglowa kanonierka „Spitfire” została zamówiona przez rząd Nowej Południowej Walii.
„Spitfire” jest czasami określany jako „pierwszy okręt zbudowany w Australii”, w innych źródłach jest dokładniej klasyfikowany jako „pierwszy okręt zbudowany w Australii i przeznaczony do obrony Australii”, a także „pierwszy okręt zbudowany do obrony Australii, ale nie pierwszy okręt zbudowany w Australii” (za pierwszy uzbrojony statek, czy „okręt” może uchodzić zbudowany na Tasmanii w 1835 szkuner służby celnej, revenue cutter, „Eliza”). W jeszcze w innych za pierwszy prawdziwy okręt wojenny zbudowany w Australii uchodzi torpedowiec „Acheron”, a „Spitfire” określany jest jako „żaglowiec przystosowany do roli okrętu”.
Kecz został zaprojektowany i zbudowany w stoczni Johna Cuthberta w Sydney. Do jego budowy użyto ciemnej odmiany eukaliptusa znanej jako ironbark i australijskiej odmiany akacji (Acacia melanoxylon) znanej jako blackwood, kadłub pokryty był miedzią. „Spitfire” uzbrojony był w pojedynczą, gładkolufową, ładowaną odprzodowo armatę 32-funtową. Kadłub mierzył 51 stóp długości, 16,6 stóp szerokości, zanurzenie wynosiło 5,41 stopy (16 x 5,1 x 1,65 m).
Wodowanie odbyło się 3 kwietnia 1855. Służba „Spitfire'a” jako okrętu przeznaczonego do obrony Sydney trwała tylko cztery lata. W tym czasie używany był zapewne jako okręt szkolny i do ćwiczeń z zespołem obronnym fortów Sydney. W 1859 „Spitfire” został przekazany rządowi kolonii Queensland, gdzie służył jako pilotówka w Moreton Bay. W 1860 „Spitfire” brał udział w ekspedycji mającej na celu odnalezienie ujścia Burdekin River. Po zakończeniu wyprawy statek powrócił do Brisbane. 
Po odkryciu złota w Palmer River w 1873 „Spitfire” został przekazany do Cooktown, gdzie służył jako pilotówka aż do 1885, kiedy to został sprzedany prywatnemu właścicielowi i został przystosowany do roli statku rybackiego. Sprzedany ponownie w 1892, „Spitfire” nadal kontynuował służbę jako statek rybacki. W grudniu 1899 „Spitfire” zatonął w czasie cyklonu w pobliżu latarni morskiej przy Piper Island.